# Fairgarden
Fairgarden – jednostka osadnicza w Stanach Zjednoczonych, w stanie Tennessee, w hrabstwie Sevier.